# Aquile d'acciaio 4
Aquile d'acciaio 4 (Iron Eagle on the Attack) é un film statunitense-canadese del 1995 diretto da Sidney J. Furie. È l'ultimo capitolo della saga Aquile d'acciaio cominciata con L'aquila d'acciaio del 1986, poi seguita con Aquile d'attacco del 1988 e Air Force - Aquile d'acciaio 3 del 1992.

## Trama
L'ex pilota di aerei adesso insegnante di una scuola di volo per adolescenti nei guai con la legge Doug Masters, viene coinvolto dal suo ex maestro e grande amico Chappy Sinclair per un addestramento per preparare i ragazzi per una gara, ma durante l'addestramento, s'imbattono in un gruppo di militari sovversivi che stanno trafficando i rifiuti tossici per rovinare la salute alla popolazione.